# Ernesto Vecchi
Ernesto Vecchi (* 4. Januar 1936 in San Giovanni in Persiceto, Provinz Bologna; † 28. Mai 2022 in Bologna) war ein italienischer Geistlicher und römisch-katholischer Weihbischof in Bologna.

## Leben
Ernesto Vecchi empfing am 25. Juli 1963 durch Kardinal Giacomo Lercaro die Priesterweihe für das Erzbistum Bologna und war bis 1969 dessen Sondersekretär. Er war zwanzig Jahre lang Pfarrer der Pfarrei Unbeflecktes Herz Mariens in Borgo Panigale. Ernesto Vecchi war zudem von 1984 bis 2011 Dozent für Pastoraltheologie an der Theologischen Fakultät der Emilia-Romagna.
Papst Johannes Paul II. ernannte ihn am 18. Juli 1998 zum Titularbischof von Lemellefa und zum Weihbischof in Bologna. Der Erzbischof von Bologna, Giacomo Kardinal Biffi, spendete ihm am 13. September desselben Jahres in der Kathedrale von Bologna die Bischofsweihe; Mitkonsekratoren waren Kurienbischof Piero Marini und Claudio Stagni, Weihbischof in Bologna. 
Am 28. Mai 2004 wurde er von Kardinal Carlo Caffarra zum Generalvikar des Erzbistums Bologna ernannt, eine Position, die er bis zum 8. Februar 2011 innehatte, als Papst Benedikt XVI. seinen Rücktritt aus Altersgründen annahm. Vom 2. Februar 2013 bis zur Amtseinführung des neuen Bischofs Giuseppe Piemontese am 21. Juni 2014 war er Apostolischer Administrator des vakanten Bistums Terni-Narni-Amelia.
Ernesto Vecchi starb am 28. Mai 2022 im Alter von 86 Jahren in Bologna.

## Schriften
- Il Congresso eucaristico, evento e occasione : riflessioni teologico-pastorali, EDB 1987, ISBN 978-8810930533
- mit Lorenzo Chiarinelli: Tutti chiamati a servire, EDB 1991, ISBN 978-8810901588
- Santa Clelia l’icona riuscita. Meditazione sul magistero cleliano del card. arcivescovo Giacomo Biffi, Dehoniana Libri 2004, ISBN 978-8889386002
- La dimensione sociale dell’eucaristia : storia, radici e tradizione dei congressi eucaristici nazionali in Italia, Ponteranica, Bergamo : Centro eucaristico, 2004
- La domenica una risorsa per tutti, EDB 2005, ISBN 978-8810501900
- Antenna Crucis : il passaggio dall’analogico al digitale : riflessione teologico-pastorale, EDB 2010, ISBN 978-8810810026
- I congressi eucaristici e la dimensione salvifica dell’eucarestia, EDB 2011, ISBN 978-8810113066
- Ripartire da Cristo, Dehoniana Libri 2014, ISBN 978-8889386743
- Cieli aperti : iconografia contemporanea in Italia : Giovanni Raffa, Laura Renzi, don Gianluca Busi, Mara Zanette, Pendragon 2021, ISBN 978-8833643748